# Puškinskaja (stanice metra v Moskvě)
Puškinskaja (rusky Пушкинская) je stanice moskevského metra. Je to přestupní stanice, jedna ze tří stanic, které jsou navzájem propojeny. Rozkládá se pod centrální částí města.

## Charakter stanice
Puškinskaja je jedním z významných bodů Tagansko-Krasnopresněnské linky. Je to ražená trojlodní sloupová stanice; jedná se o první stanici tohoto typu, vybudovanou po období padesátých let. A tomuto období dějin moskevského metra se také blíží – ač nebylo její ztvárnění tak okázalé, Puškinskaja již nepatří ke stanicím strohým, vybudovaným v letech šedesátých.
Stanice byla zprovozněna 17. prosince 1975. Tehdy se jednalo o stanici s jedním výstupem a jedním vestibulem (se zkrácenou střední lodí). V letech 1979 a 1987 byly přibudovány přestupní chodby do stanic Tverskaja (vedoucí nad úrovní nástupiště kolmo k jeho ose) a Čechovskaja (prodloužení středního tunelu stanice). Busta Alexandra Puškina, která se nacházela na slepém konci střední lodě, tak musela být přemístěna do vestibulu, který se nachází v přízemí budovy novin Izvěstija.

## Puškinskaja v kultuře
Ve stanici Puškinskaja se odehrává část děje knihy Metro 2033 od Dmitrije Gluchovského.